# Peter Oliver Loew

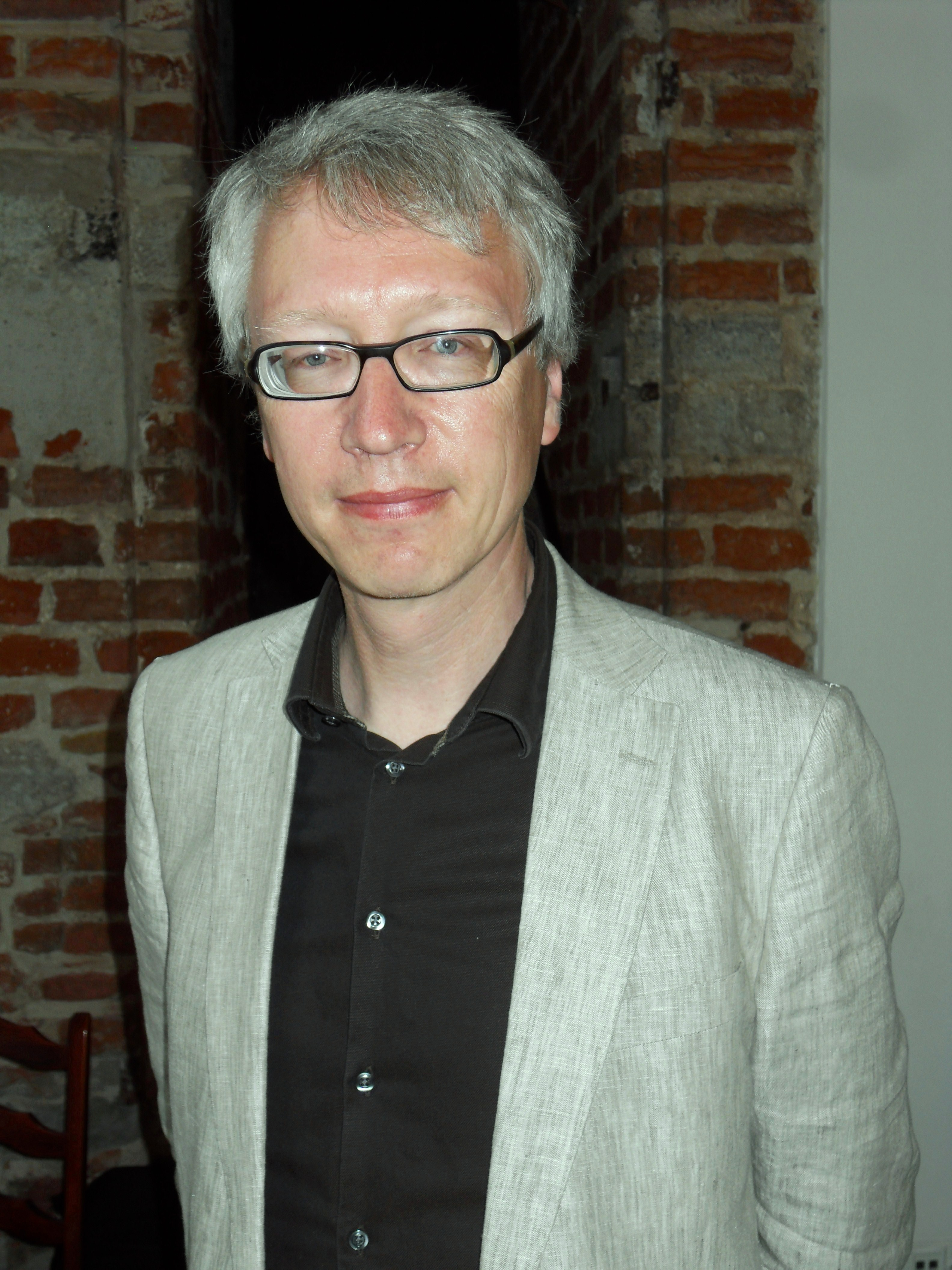
Peter Oliver Loew (2015)

Peter Oliver Loew (* 1967 in Frankfurt am Main) ist ein deutscher Historiker, Übersetzer und Hochschullehrer. Er befasst sich vor allem mit der Geschichte Polens.

## Leben
Peter Oliver Loew studierte an der Friedrich-Alexander-Universität Erlangen-Nürnberg, der Albert-Ludwigs-Universität Freiburg und der Freien Universität Berlin Osteuropäische Geschichte, Slawistik und Volkswirtschaftslehre. Mit einer Doktorarbeit zur lokalen Geschichtskultur in Danzig wurde er 2001 von der FU Berlin zum Dr. phil. promoviert. 2002 wurde er wissenschaftlicher Mitarbeiter am Deutschen Polen-Institut in Darmstadt. 2014 habilitierte er sich an der Technischen Universität Dresden. Loew trat im Herbst 2019 die Nachfolge von Dieter Bingen als Direktor des Deutschen Polen-Instituts an, dessen Stellvertreter er zuvor gewesen war. Loew befasst sich mit der Geschichte Polens und Ostmitteleuropas, den deutsch-polnischen Beziehungen in der Neuzeit, mit Erinnerungskultur, Regional- und Stadtgeschichte, insbesondere mit der Geschichte der Stadt Danzig und Pommerellens, mit Minderheitengeschichte sowie kulturellen Aspekten der Geschichte Ostmitteleuropas im 19. und 20. Jahrhundert. Seit 2009 lehrt er an der Technischen Universität Darmstadt (seit 2020 Honorarprofessor). Neben seiner wissenschaftlichen Tätigkeit übersetzt er aus dem Polnischen.

## Veröffentlichungen
- mit Jarosław Ellwart: Śladami Bismarcka po Pomorzu. Region, Gdynia 2001, ISBN 83-87400-60-2. Deutsche Ausgabe: Auf Bismarcks Spuren in Hinterpommern. Ein historisch-touristischer Leitfaden. Region, Gdynia 2003, ISBN 83-87400-78-5
- (Hg.:) Polen denkt Europa. Politische Texte aus zwei Jahrhunderten. Suhrkamp, Frankfurt am Main 2004, ISBN 3-518-41621-9
- Gdańsk literacki (1793–1945). Mestwin, Gdańsk 2005.
- Gdańsk. Między mitami. Borussia, Olsztyn 2006.
- Literarischer Reiseführer Danzig. Acht Stadtspaziergänge. Deutsches Kulturforum Östliches Europa, Potsdam 2009, ISBN 978-3-936168-43-3
- Das literarische Danzig 1793 bis 1945. Bausteine für eine lokale Kulturgeschichte. Peter Lang, Frankfurt am Main u. a. 2009, ISBN 978-3-631-57571-0 Auszüge
- Danzig. Biographie einer Stadt. Beck, München 2011, ISBN 978-3-406-60587-1 Auszüge
- Wir Unsichtbaren. Geschichte der Polen in Deutschland. Beck, München 2014, ISBN 978-3-406-66708-4.[4]
- „… das hält kein Pole aus!“ Polen in der deutschsprachigen Operette. Geschichte, Rezeption, Wirkung. Leipzig 2020.
- mit Waldemar Czachur: „Nie wieder Krieg!“ Der 1. September in der Erinnerungskultur Polens und Deutschlands zwischen 1945 und 1989. Wiesbaden: Harrassowitz 2022

## Ehrungen
- Katarzyna-Cieślak-Preis (Konkurs im. Dr Katarzyny Cieślak, 2003)[2]
- Preis der Societas Jablonoviana (2013)[2]
- Adalbertus-Medaille der Stadt Danzig (Medal św. Wojciecha, 2014)[2]
- Martin-Opitz-Preis der Stadt Danzig (2014)[2]